# Carmen de Burgos
Carmen de Burgos, född 1867, död 1932, var en spansk journalist. 
1909 blev hon Spaniens första kvinnliga krigskorrespondent under kriget i Marocko, utsänd av dagstidningen El Heraldo de Madrid.
Sommaren 1914 reste hon till Skandinavien och besökte Danmark, Sverige och Norge tillsammans med sin dotter, María. De reste med Hurtigrutten upp till Nordkap och hade planerat att resa vidare till Ryssland, men planerna avbröts av första världskrigets utbrott. Carmen de Burgos skildrade resan i reseskildringen Peregrinaciones från 1916 (verket gavs även ut i två band med titeln Mis viajes por Europa).
Hon var den första ordföranden av Liga Internacional de Mujeres Ibéricas e Hispanoamericanas.